# T.V.O.D./Warm Leatherette
T.V.O.D./Warm Leatherette è un doppio singolo di The Normal, pubblicato dalla Mute Records nel novembre 1978.

## Descrizione
Il testo di Warm Leatherette è ispirato al controverso romanzo di J.G. Ballard Crash, che aveva influenzato molto lo stile ed il pensiero di The Normal, ovvero Daniel Miller. Insieme al suo amico del college, aveva lavorato ad una sceneggiatura per una trasposizione cinematografica dello scritto, ma il progetto fu abbandonato ed egli decise di «scrivere una canzone che incapsula [la sceneggiatura] in 2 minuti e mezzo». Registrò il brano nel suo appartamento usando un registratore Revox B-77. Una serie di onde a dente di sega furono prodotte con un sintetizzatore Korg 700S da 150 dollari.
Miller si presentò con il nastro presso alcuni negozi di dischi, incluso il Rough Trade di Londra, dove si esibì anche per i clienti. Venne pubblicato quindi come lato B di T.V.O.D., l'unico singolo da lui realizzato con lo pseudonimo The Normal, nonché il primo in assoluto della sua etichetta Mute Records. Tuttavia, fu proprio Warm Leatherette a ricevere maggior attenzione e pertanto i due pezzi, nelle edizioni successive, furono invertiti. Sebbene il produttore non si fosse aspettato un riscontro commerciale, risucì a vendere trentamila copie.
Il singolo è riconosciuto come uno dei primi esempi di musica industriale, che stava infatti nascendo da una serie di esperimenti musicali alla fine degli anni Settanta nel Regno Unito ed è stato detto che «rivoluzionò la musica elettronica con la sua estetica punk, il suono forte e la tematica cupa».

## Tracce
Vinile 7"
1. T.V.O.D. – 2:51
2. Warm Leatherette – 3:20

CD
1. Warm Leatherette – 3:24
2. T.V.O.D. – 2:52

## Versione di Grace Jones
Grace Jones registrò una cover di Warm Leatherette per il suo omonimo album del 1980 e la pubblicò come singolo in vinile 12" lo stesso anno. L'anno successivo divenne il brano d'apertura del suo tour A One Man Show.

### Tracce
Vinile 12"
1. Warm Leatherette – 4:25
2. Love Is The Drug – 7:15
3. The Hunter Gets Captured By The Game – 3:50
4. Bullshit – 5:20

### Posizione in classifica
| Classifica                            | Posizione massima |
| ------------------------------------- | ----------------- |
| United States (Dance Music/Club Play) | 20                |